# Campeonato Mineiro de Futebol de 2023 - Módulo II
O Campeonato Mineiro de Futebol de 2023 - Módulo II foi a 29ª edição do Módulo II do Campeonato Mineiro de Futebol, organizado pela Federação Mineira de Futebol.
O campeonato equivale ao segundo nível na pirâmide do Futebol Mineiro, dando acesso à elite estadual para os dois times melhores colocados ao fim do campeonato. A competição está prevista para começar em 29 de abril e terminar em 12 de agosto. O campeonato contará com a estreia do North, campeão da Segunda Divisão de 2022 (equivalente à terceira divisão do Futebol Mineiro), sendo um clube bem recente, fundado somente em 2022, ano de sua conquista. O campeonato também contará com a estreia do Itabirito, outro clube fundado no ano de 2022 e que herdou a vaga do Coimbra B, após o clube principal (Coimbra) ter sido rebaixado para a Segunda Divisão na edição anterior, e, portanto, não pôde subir.

## Regulamento
A competição seguirá o mesmo formato de disputa da edição anterior. Na Primeira Fase, os 12 (doze) clubes jogarão entre si somente em jogos de ida numa única fase, onde os 6 (seis) melhores colocados se classificarão para o Hexagonal Final, enquanto os 2 (dois) piores colocados são rebaixados para a Segunda Divisão de 2024.
No Hexagonal Final, os 6 (seis) clubes classificados da fase anterior jogarão entre si em jogos de ida e volta. Ao final da fase, os 2 (dois) melhores classificados serão considerados como Campeão e Vice-Campeão respectivamente e serão promovidos para o Módulo I de 2024.

### Critérios de desempate
Em caso de empate no número de pontos ganhos entre 2 (dois) ou mais clubes ao final de cada rodada, o desempate será realizado atendendo os seguintes critérios:
1. Maior número de vitórias;
2. Maior saldo de gols;
3. Maior número de gols pró;
4. Confronto direto;
5. Menor número de cartões vermelhos recebidos;
6. Menor número de cartões amarelos recebidos;
7. Sorteio público na FMF;

## Equipes participantes
| Equipe                             | Cidade         | Em 2022              | Estádio                        | Capacidade | Títulos            |
| ---------------------------------- | -------------- | -------------------- | ------------------------------ | ---------- | ------------------ |
| Sport Club Aymorés                 | Ubá            | 10º                  | Afonso de Carvalho             | 1.000      | 0 (não possui)     |
| Betim Futebol                      | Betim          | 3º                   | Arena Vera Cruz                | 1.800      | 0 (não possui)     |
| Boa Esporte Clube                  | Varginha       | 6º                   | Melão                          | 15.471     | 2 (último em 2011) |
| Itabirito Futebol Clube            | Itabirito      | 3º (Segunda Divisão) | Coronel Afonso de Moura Castro | 1.000      | 0 (não possui)     |
| Nacional Atlético Clube            | Muriaé         | 9º                   | Soares de Azevedo              | 15.000     | 1 (em 1969)        |
| North Esporte Clube                | Montes Claros  | 1º (Segunda Divisão) | José Maria de Melo             | 5.000      | 0 (não possui)     |
| Tupi Football Club                 | Juiz de Fora   | 7º                   | Mario Helênio                  | 31.863     | 1 (em 2001)        |
| Tupynambás Futebol Clube           | Juiz de Fora   | 5º                   | Mario Helênio                  | 31.863     | 0 (não possui)     |
| Uberlândia Esporte Clube           | Uberlândia     | 11º (Módulo I)       | Parque do Sabiá                | 53.350     | 3 (último em 2015) |
| União Luziense Esporte Clube       | Santa Luzia    | 8º                   | Frimisa                        | 3.200      | 0 (não possui)     |
| União Recreativa dos Trabalhadores | Patos de Minas | 12º (Módulo I)       | Zamão                          | 5.000      | 1 (em 2013)        |
| Varginha Esporte Clube             | Varginha       | 4º                   | Melão                          | 15.471     | 0 (não possui)     |

## Primeira fase
Atualizado até os jogos do dia 17 de junho. Fonte:

### Confrontos
| Mandante \| Visitante | AYM | BET | BOA | ITA | NAC | NOR | TUP | TPY | UBE | ULU | URT | VEC |
| --------------------- | --- | --- | --- | --- | --- | --- | --- | --- | --- | --- | --- | --- |
| Aymorés               | —   |     | 2–1 | 1−2 | 0–0 | 2–0 |     | 2–0 |     |     | 1–0 |     |
| Betim Futebol         | 3–0 | —   | 2–0 | 0–2 | 2–1 |     |     |     | 0–2 |     |     |     |
| Boa Esporte           |     |     | —   | 1–0 | 2–1 |     |     | 3–1 | 1−0 | 3–3 |     |     |
| Itabirito             |     |     |     | —   |     | 2–2 | 1–0 | 1–0 |     | 3–0 |     | 4–0 |
| Nacional de Muriaé    |     |     |     | 1–1 | —   |     | 1–0 |     | 1–1 | 1–1 |     | 4–1 |
| North                 |     | 3−1 | 1–2 |     | 1–0 | —   |     |     | 1–1 |     | 0–1 |     |
| Tupi                  | 1–1 | 0–2 | 1–0 |     |     | 0–1 | —   |     |     |     | 0−2 | 3–1 |
| Tupynambás            |     | 2–3 |     |     | 1–3 | 1–0 | 1–1 | —   |     |     | 1–2 |     |
| Uberlândia            | 1–0 |     |     | 1–1 |     |     | 2–0 | 1–1 | —   | 4–1 |     | 1–3 |
| União Luziense        | 0–1 | 2–0 |     |     |     | 1–1 | 1–5 | —   |     | —   | 0–1 |     |
| URT                   |     | 0–3 | 0–2 | 3–0 | 2–1 |     |     |     | 1–1 |     | —   | 2–0 |
| Varginha              | 1–0 | 0–2 | 1–0 |     |     | 1–2 |     | 2–1 |     | 2–0 |     | —   |

Atualizado até os jogos do dia 17 de junho. Fonte:
Em vermelho, os jogos da próxima rodada
Em negrito, os jogos clássicos
| Vitória do mandante | Vitória do visitante | Empate |

## Hexagonal Final

### Confrontos
| Mandante \| Visitante | AYM | BET | BOA | ITA | UBE | URT |
| --------------------- | --- | --- | --- | --- | --- | --- |
| Aymorés               | —   | 1–1 | 4–0 | 3–4 | 1–1 | –   |
| Betim Futebol         | 3–2 | —   | 1–0 | 0–1 | 0–1 | 2–1 |
| Boa Esporte           | 1–0 | 0–2 | —   | 0–2 | 1–3 | 0–4 |
| Itabirito             | 1–0 | 1–1 | 1–1 | —   | 0–0 | 2–0 |
| Uberlândia            | 5–1 | 0–0 | 1–0 | 2–3 | —   | 3–1 |
| URT                   | 2–2 | 1–2 | 0–2 | 2–0 | 2–0 | —   |

 Fonte:
Em vermelho, os jogos da próxima rodada
Em negrito, os jogos clássicos
| Vitória do mandante | Vitória do visitante | Empate |

## Premiação
| Campeonato Mineiro de 2023 - Módulo II |
| Minas Gerais                           |
| -------------------------------------- |
| Itabirito Campeão (1.º título)         |

## Estatísticas
Atualizado em 20 de agosto de 2023

### Artilharia
| Gols              | Jogador          | Equipe        |
| ----------------- | ---------------- | ------------- |
| 9                 | Robson Luiz      | URT           |
| 8                 | Anderson Portela | Uberlândia    |
| 7                 | Muchacho         | Boa Esporte   |
| 6                 | Luan Michel      | Betim Futebol |
| 5                 | Caíque           | Uberlândia    |
| 5                 | Daniel Costa     | Betim Futebol |
| 5                 | Lucas            | Itabirito     |
| 5                 | Michael          | Uberlândia    |
| 4                 |                  |               |
| Felipe Pará       | Itabirito        |               |
| Gabriel Porquinho | Varginha         |               |
| Isaac             | Aymorés          |               |
| Ramon             | Itabirito        |               |
| Wesley            | Itabirito        |               |

### Público

#### Maiores públicos
Estes são os dez maiores públicos do campeonato:
| N.º | Público | Mandante | Placar | Visitante | Estádio | Data | Rodada | Ref. |
| --- | ------- | -------- | ------ | --------- | ------- | ---- | ------ | ---- |

#### Menores públicos
Estes são os dez menores públicos do campeonato, sem considerar as partidas com portões fechados ou de entrada franca:
| N.º | Público | Mandante | Placar | Visitante | Estádio | Data | Rodada | Ref. |
| --- | ------- | -------- | ------ | --------- | ------- | ---- | ------ | ---- |